# Alexander Süßmair

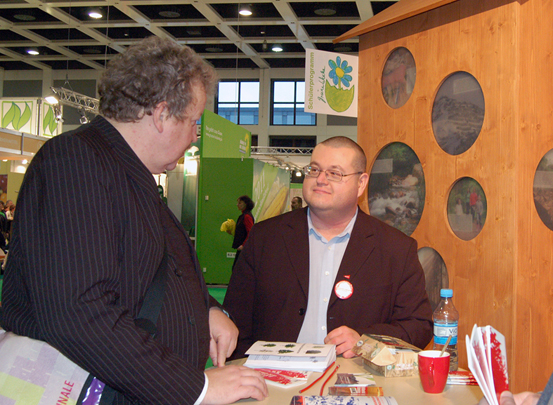
Alexander Süßmair (rechts)

Alexander Süßmair (* 18. April 1977 in Augsburg) ist ein deutscher Politiker (Polit-WG e.V., vormals Die Linke) und war von 2009 bis 2013 Mitglied des Deutschen Bundestages.

## Leben
Von 1983 bis 1989 besuchte Süßmair die Grund- und Hauptschule in Stadtbergen. 1993 legte er seinen Realschulabschluss und 1996 Fachoberschulabschluss (mit der Fachrichtung Technik) ab. Nach Ableistung des Zivildiensts studierte er von 1998 bis 2000 Kartographie und Geomedientechnik an einer Fachhochschule. Von 2000 bis 2002 war er als wissenschaftliche Hilfskraft im Bereich Umweltforschung und -technik tätig. In den Jahren 2002–2005 folgte eine Ausbildung zum Chemielaboranten. Seit 2005 ist Süßmair an einem Institut für pharmazeutische Analytik angestellt.
1996 trat er in die Partei des Demokratischen Sozialismus (PDS) ein. 1997 wurde er Sprecher des Kreisverbands Augsburg der PDS, seit deren Fusion mit der WASG Sprecher des Kreisverbands der Partei Die Linke. Von 2007 bis 2013 war Süßmair Mitglied des Landesvorstands der Linkspartei in Bayern. Bei der bayerischen Kommunalwahl im Februar 2008 wurde er für seine Partei zum Mitglied des Stadtrats in Augsburg gewählt, er trat sein Amt im Mai 2008 an.
Bei der Bundestagswahl am 27. September 2009 zog Süßmair über Platz 6 der Landesliste Bayern in den Deutschen Bundestag ein. Bei der Aufstellung der Landesliste zur Bundestagswahl 2013 bewarb er sich um Platz 4, unterlag jedoch gegen Harald Weinberg und trat darauf nicht mehr für einen anderen Listenplatz an. Im Bundestagswahlkreis Augsburg-Stadt erzielte er noch 4,9 % der Stimmen, nachdem er vier Jahre zuvor dort 6,9 % erreicht hatte.
Bei der Kommunalwahl 2014 trat er in Augsburg als einer von neun Oberbürgermeisterkandidaten an und belegte mit 1,9 % den siebten Platz, blieb aber im Stadtrat.
In der Kandidatenaufstellung im Bundestagswahlkreis Augsburg-Stadt zur Bundestagswahl 2017 konnte er sich im Dezember 2016 auch dort nicht mehr durchsetzen und unterlag gegen Frederik Hintermayr, der 65 % der Stimmen erzielte.
Ende Dezember 2017 trat Süßmair aus der Linkspartei aus und gehörte dem Augsburger Stadtrat zunächst als Parteiloser an. Später schloss er sich einer Wählergruppierung namens „Polit-WG e.V.“ an, für die er bei der bayerischen Kommunalwahl 2020 erneut für das Augsburger Kommunalparlament kandidierte. Diese erreichte mit 0,3 % das schlechteste Ergebnis von allen angetretenen 15 Listen und verfehlte den Einzug in den Stadtrat.
2021 war Süßmair einer der Initiatoren eines Bürgerbegehrens gegen die Sanierung des Augsburger Staatstheaters, das jedoch scheiterte.
Im Oktober 2021 bewarb er sich für einen Posten im Aufsichtsrat des FC Augsburg, wurde von der Mitgliederversammlung aber nicht gewählt.